# 小副電鯰
小副電鯰（学名：Paradoxoglanis parvus）為輻鰭魚綱鯰形目電鯰科的其中一種，分布於非洲剛果河中游流域，體長可達16.9公分，生活在底中層水域，屬肉食性，具有發電器官，生活習性不明。
其种加词“Parvus”意为“小的”。